# Сен-Приест-ла-Фёй
Сен-Прие́ст-ла-Фёй (фр. Saint-Priest-la-Feuille) — коммуна во Франции, находится в регионе Новая Аквитания. Департамент коммуны — Крёз. Входит в состав кантона Ла-Сутеррен. Округ коммуны — Гере.
Код INSEE коммуны — 23235.

## Население
Население коммуны на 2010 год составляло 758 человек.
| 1962 | 1968 | 1975 | 1982 | 1990 | 1999 | 2010 |
| ---- | ---- | ---- | ---- | ---- | ---- | ---- |
| 901  | 790  | 689  | 638  | 635  | 619  | 758  |

## Экономика
В 2010 году среди 457 человек трудоспособного возраста (15—64 лет) 325 были экономически активными, 132 — неактивными (показатель активности — 71,1 %, в 1999 году было 74,5 %). Из 325 активных жителей работали 301 человек (165 мужчин и 136 женщин), безработных было 24 (12 мужчин и 12 женщин). Среди 132 неактивных 20 человек были учениками или студентами, 69 — пенсионерами, 43 были неактивными по другим причинам.